# Ruta Provincial 20 (La Pampa)
La Ruta Provincial 20, denominada «Camineros Alberto Herrera - Estanislao Molina» y conocida coloquialmente como la «Ruta del desierto», es una carretera argentina que atraviesa la Provincia de La Pampa de sentido este-oeste. Tiene una extensión de 281 km casi en línea recta, con muy pocas curvas.

## Características
A principios del siglo XX, las personas que pasaban por el camino rumbo a Neuquén lo llamaban La Travesía.
Los vientos soplan a más de 80 kilómetros por hora. Además, de día la temperatura sube a 45 grados y, de noche, (en invierno) cae a 17 bajo cero.
Chacharramendi es el último pueblo para adquirir combustible y todos los viajantes descansan en ese lugar antes de comenzar el cruce por el camino del desierto desde el este. Si uno proviene del oeste, en el cruce con la Ruta Nacional 151 donde hay estación de servicio, hotel y restaurante.
En esta carretera, que está pavimentada y posee buenas banquinas (de 2,5 metros de ancho) en casi toda su extensión, existen muchos accidentes ya que el cansancio, la falta de curvas y la monotonía del paisaje del monte hacen que muchos automovilistas se duerman. En la estación de policía de Chacharramendi se pueden ver varios automóviles destrozados por los choques.

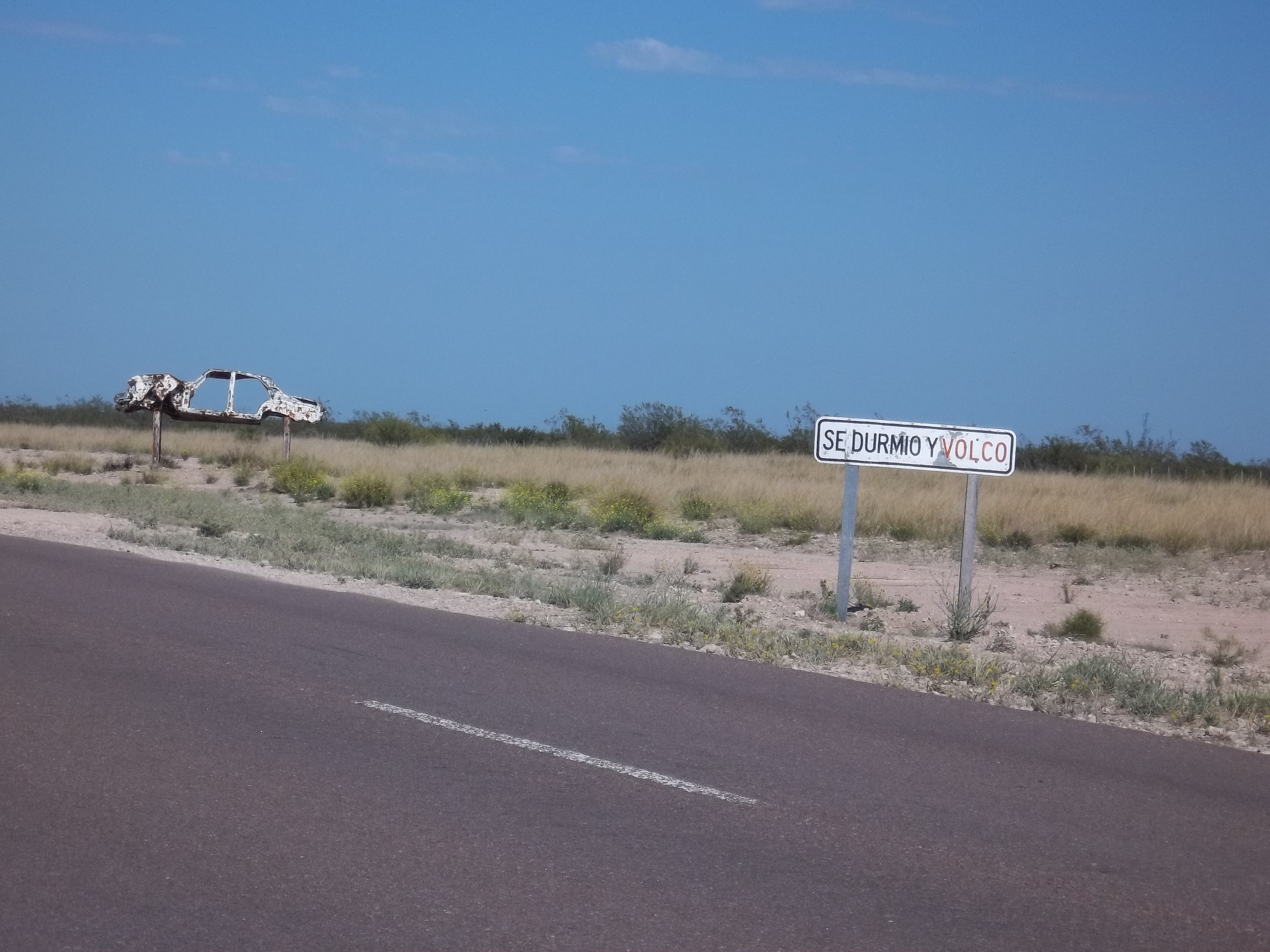
Advertencia a los conductores junto a la ruta.

A lo largo de la carretera hay carteles que advierten sobre la necesidad de descansar y antiguamente se podían ver restos de automóviles como monumentos a las tragedias viales con leyendas que decían «él no descansó...» o «que no le pase lo mismo». Otro factor que influye en los accidentes es la velocidad. Aunque la máxima recomendada es de hasta 100 kilómetros por hora, los automóviles y las camionetas pasan a 140, los ómnibus a 120 y los camiones a 110.
Este camino es utilizado por los turistas para viajar a la ciudad de Bariloche en la provincia de Río Negro ya que ahorra 200 kilómetros comparándolo con la ruta 22 desde Bahia Blanca a Neuquén. El inicio del camino se encuentra a 814 kilómetros de Buenos Aires y a 204 kilómetros de Santa Rosa, capital de la provincia de La Pampa. 
El acueducto Puelén Chacharramendi se encuentra junto a la ruta por 136 kilómetros y tiene seis puestos de cuidadores cada 30, con pequeños lotes habilitados para el descanso, que ofrecen agua y sombra. Vialidad de La Pampa instaló un sistema de postes SOS cada 15 kilómetros.
El cruce del desierto es una experiencia inolvidable para los turistas, pero es recomendable descansar antes de ingresar en él. Antes y después de esos 200 kilómetros de desierto se encuentran hoteles y hosterías ya que muchos prefieren descansar en esos lugares antes de continuar el viaje.
Los hoteles y hosterías se encuentran en General Acha 99 kilómetros antes del camino del desierto viniendo desde Buenos Aires y además hay otras hosterías en el trayecto que une General Acha con Chacharramendi. Viniendo desde Río Negro se puede encontrar un hotel llamado Conquista del Desierto muy cerca de Colonia 25 de Mayo. Allí se encuentra una estación de Servicio del Automóvil Club Argentino.
La ruta continúa pasando la Colonia 25 de Mayo, por un camino de ripio hasta llegar a la pequeña localidad de Colonia Gobernador Ayala.
Para comunicar la localidad de Alpachiri con la Ruta Nacional 35 se inauguró un nuevo tramo de la ruta 20. En 2012, a través de la Resolución N.º 24 la Legislatura de La Pampa nombró Gobernador Ismael Amit el tramo de la ruta 20 desde el kilómetro 277 hasta el acceso a Guatraché.

## Recorrido
| CONTgq | ABZq+lr | CONTfq |  |

|  | STR |

|  | HST |

|  | SKRZ-GBUE |  | lDAMPF |

|  | STR |

| exSTRq | ABZqlr | ABZq+lr | exSTRq |

|  |  | STR |

|  | CONTgq | ABZqlr | CONTfq |

|  |  |  |  |

|  |  | STR+l | CONTfq |

|  | exCONTgq | TEEeq |  |

|  |  | STR |

|  | exSTRq | KRZ | exSTRq |

|  |  | STR |

|  | exSTRq | TEEeq |  |

|  | exSTRq | TEEeq |  |

|  |  | HST |

|  | WASSERq | hKRZWae | WASSERq |

|  |  | TEEaq | exSTRq |

|  |  | STR |

|  | exSTRq | KRZ | exSTRq |

|  |  | STR |

|  | exSTRq | KRZ | exSTRq |

|  |  | STR |

|  | STRq | ABZlr+lr | STRq |

|  |  | exSTR |

|  |  | exHST |

|  |  | exCONTf |